# Jaron Engelmayer
Jaron Engelmayer (Yaron Baruch Engelmayer; geboren 1976 in Zürich) ist ein israelisch-schweizerischer Rabbiner. Er ist seit August 2020 Oberrabbiner der Israelitischen Kultusgemeinde Wien.

## Leben
Jaron Engelmayer ist in der Schweiz aufgewachsen, lebte dann unter anderem neun Jahre in Israel, wo er Studien an verschiedenen Hochschulen und Rabbinerseminaren (unter anderem Jeschiwa Heser in Maʿale Adummim) absolviert hat. Im Jahr 2002 wurde er durch das aschkenasische Oberrabbinat in Israel zum Rabbiner ordiniert (Semicha) und amtierte vor seinem Amtsantritt in Köln drei Jahre als Rabbiner in Aachen.
Ab 1. September 2008 war Engelmayer Rabbiner bei der Synagogen-Gemeinde Köln als Nachfolger von Natanel Teitelbaum, welcher aus gesundheitlichen und familiären Gründen kurzfristig von seiner Stellung zurückgetreten war. Im November 2014 wurde bekannt, dass er nach Israel gehen wird. Einer der Gründe sei, dass es in Köln für seine Kinder keine weiterführende jüdische Schule gäbe, ein anderer Grund sei sein Wunsch nach einem Leben in Israel. Zu Ende Januar 2015 setzte er seinen Plan um. Die Kölner Synagogengemeinde blieb daraufhin drei Jahre ohne Rabbiner, bis Yechiel Brukner, ebenfalls aus Zürich stammend, im September 2018 die Stelle einnahm.
Im Februar 2020 wurde bekannt, dass Jaron Engelmayer vom Vorstand der Israelitischen Kultusgemeinde Wien einstimmig zum neuen Oberrabbiner der IKG-Wien bestellt wurde. Er trat sein Amt Anfang August 2020 an.
Rabbiner Engelmayer war Mitglied der Orthodoxen Rabbinerkonferenz Deutschlands.
Er spricht Hebräisch, Englisch, Deutsch, Jiddisch, Italienisch, Russisch und Französisch.
Rabbiner Engelmayer ist verheiratet und hat fünf Kinder.